# Reinhard Goering
Reinhard Goering (Fulda, 23 giugno 1887 – Jena, 14 ottobre 1936) è stato un drammaturgo tedesco.

## Biografia
Nacque nel castello di Bieberstein, presso Fulda ed effettuò studi scientifici ottenendo la laurea in medicina.
Svolse, per gran parte della sua vita, la professione di medico e nel 1914 partecipò alla prima guerra mondiale con l'incarico di medico militare. Durante il conflitto si ammalò di tubercolosi e venne ricoverato in un sanatorio, dove incominciò a redigere le sue opere.
Durante la sua carriera letteraria scrisse liriche e racconti, ma è ricordato soprattutto per i suoi drammi di tendenza espressionista, caratterizzati da uno stile limpido e toni distaccati.
La prima opera, ritenuta il suo capolavoro, fu Seeschlacht ("Battaglia navale", 1917), dove con una tecnica solida e uno stile energico, narrò la trasformazione dei marinai partecipanti alla battaglia dello Jutland, in carnefici assetati di sangue.
Il secondo dramma fu Scapa flow (1919), incentrato sulla tragedia della flotta tedesca autoaffondatasi alla fine della prima guerra mondiale.
I successivi drammi furono Der Ernste ("Il primo", 1917), Der Zweit ("Il secondo", 1919), Die Retter ("I salvatori", 1919), non risultarono così riusciti e convincenti come le opere precedenti.
Più interessante risultò Die Sudpol-exedition des Kapitan Scott ("La spedizione al Polo Sud del capitano Scott", 1930), nel quale alcune innovative proposte del teatro epico vennero unite da Goering con il radiodramma.
La sua vita fu caratterizzata dal desiderio di avvicinarsi a vari culti religiosi e ad abbracciare svariate ideologie, che però non furono efficaci ad inserirlo nella società. Goering morì suicida nel 1936 nei pressi di Jena.

## Opere principali
- Jung Schuk, romanzo, 1913;
- Seeschlacht, tragedia, 1917;
- Der Erste, dramma, 1918;
- Die Retter, dramma, 1919;
- Dahin?, ultima versione di Die Retter, 1919;
- Scapa Flow, dramma, 1919;
- Der Zweite, dramma, 1919;
- Die Südpolexpedition des Kapitäns Scott, dramma, 1930;
- Das Opfer, libretto di un'opera di Winfried Zillig, 1937.